# Arlene Foster
Arlene Foster (ur. 3 lipca 1970 w Enniskillen) – północnoirlandzka polityk. Od 2015 liderka Demokratycznej Partii Unionistycznej.